# Leo Getz
Leo Getz è un personaggio immaginario della serie cinematografica Arma letale.

## Biografia

### Passato
Di origini ebraiche, Leo non ha avuto un'infanzia facile: la madre aveva lasciato la famiglia quando lui era ancora piccolo e il padre era un uomo presumibilmente violento e dedito all'alcol (lui ne parla come di una persona molto poco affidabile). Unico compagno nella vita di Leo era un ranocchio di nome Scrocchio e su di lui Leo riversava tutto il suo affetto, anche perché non era mai stato fortunato con le amicizie: con lui condivideva tutto ma un giorno, portandolo con sé in bicicletta, Leo lo uccise accidentalmente poiché "Scrocchio" saltò giù dal mezzo e lui non riuscì a fermarsi in tempo. Questo fatto non fece altro che segnare la sua già drammatica vita.

### Arma letale 2
A causa dei suoi trascorsi, Leo non conduce una vita onesta fino al suo incontro con Martin Riggs e Roger Murtaugh: essi devono fargli da guardia del corpo in attesa di un processo inerente a un grosso traffico di droga nel quale Leo è implicato come riciclatore di denaro sporco. Il traffico vede al suo vertice diversi funzionari del consolato sudafricano che gli danno la caccia per impedirgli di testimoniare al processo. Dopo vari tentativi, i funzionari riescono a rapire Leo ed arrivano a un passo dall'ucciderlo; in suo soccorso giungono, però, Riggs e Murtaugh, che lo portano al sicuro e sgominano l'intera organizzazione, mentre Leo si reca al processo per denunciare gli altri implicati nel traffico di droga.

### Arma letale 3
Nel terzo film, Leo è diventato agente immobiliare e tenta varie volte di aiutare Murtaugh (col quale e Riggs, nel frattempo, è diventato molto amico) a vendere casa sua, mai senza successo. Sarà utile a Riggs e Murtaugh nell'identificazione di Jack Travis, un brutale ex-poliziotto divenuto un gangster (operante come costruttore edile abusivo) e, tentando di fermarlo, viene ferito da questi. Rimessosi, dà nuovamente una mano ai due amici ad individuare la base di Travis. Alla fine del film fallisce come agente immobiliare dati i numerosi fallimenti nella vendita dell'appartamento di Murtaugh e della decisione dell'amico di non vendere la casa.

### Arma letale 4
Nel quarto film, Leo è un investigatore privato e diventa amico (sebbene con alcune difficoltà) anche di Butters, fidanzato della figlia di Murtaugh. È lui che spinge Riggs a voltare pagina con la morte della prima moglie e a decidere di sposare Lorna Cole (è in questa occasione che parla del suo passato); questo cementa ulteriormente la loro amicizia.